# 米兹拉希犹太人
米兹拉希犹太人（希伯来语：מזרחים，现代 Mizraḥim，提比里安 Mizrāḥîm，意为“东方人”），狹義上通常为居于中東的猶太人，例如來自西亞的伊拉克、庫爾德斯坦、黎巴嫩、敘利亞、也門、土耳其和伊朗，以及北非的埃及、利比亞、突尼斯、阿爾及利亞和摩洛哥。這些地區的猶太人最先在二戰納粹大屠殺後以色列猶太事務局發起的一百萬計劃中歸類為同一民系。
而廣義上，該民系亦可包含來此高加索地區（例如來自阿塞拜疆和達吉斯坦的山區猶太人）和中亞（例如烏茲別克斯坦和塔吉克斯坦的布哈里安猶太人）的猶太人。這兩個地區的猶太人傳統上使用波斯語（即猶太-塔特語和布哈里安語），但由於以上地區皆屬前蘇聯加盟國，故同時亦通曉俄語。
在1948年以色列獨立建國之前，敘利亞、也門、伊朗、高加索等地的猶太人有自己的認同，而北非的猶太人各個支派通常不會把自身歸類為一個獨立的猶太民系，而是僅認為自己是塞法迪猶太人。後者通常是指生活伊比利亞半島的猶太人，在15世紀收復失地運動後被驅逐而分散到中東各地，並將本地原有的猶太人同化。生活在以色列的米茲拉希猶太人在宗教上需跟隨塞法迪首席大拉比的教令（也門系猶太人除外）。
在以色列建國及第一次中東戰爭後，85萬猶太人被阿拉伯或伊斯蘭國家驅逐，主要來自較遠的北非、南也門和伊拉克等地。直至2005年，61%的以色列猶太人被登記擁有部分或完全的米茲拉希猶太人血統。
根據以色列以外獨立機構在以色列的問卷調查，今天的以色列猶太人中，超過80%的以色列猶太人有兩位以上中東系（米茲拉希系）猶太人祖父母，超過50%的以色列猶太人四位祖父母全部為中東系（米茲拉希系）猶太人。但因為以色列人口普查和塞法迪-米茲拉希認同問題，很多人被登記為塞法迪系猶太人或多民族背景。

## 詞源
“米茲拉希”一詞直譯意思爲“東方”（希伯來語：מזרח‬），對應阿拉伯語馬什里克（阿拉伯語 مشريقيون）——在阿拉伯語語境中意指伊拉克和其他中東國家，與另外一個詞馬格里布（阿拉伯語المغرب العربي‎）對立，後者意爲西方（或日落之地），即北非阿拉伯-柏柏爾國家。
米茲拉希猶太人一詞是以色列建國後，在當權的中東歐猶太人的操縱下才廣泛使用，但諷刺的是，不少米茲拉希猶太人其祖籍地甚至比歐洲不少國家還靠西。不少學者認爲，“米茲拉希”一詞實際上是一種東方主義，是歐洲猶太人刻意製造的東西方對立，以圖將“東方人”歸類爲二等公民而隔絕在國家權力之外。但在九十年代開始，以色列的米茲拉希活動家開始廣泛使用該稱呼，現時亦爲以色列的媒體所接受，並成爲半官方性質的民系分類。

## 宗教分類
猶太教宗教定義上，米茲拉希猶太人通常被歸類爲塞法迪猶太人。在20世紀，以色列的塞法迪派吸收了葉門猶太人的宗教儀式，並且由於偶被其他歐系的阿什肯納茲猶太人群體孤立，近年來亦開始有埃塞俄比亞猶太人宗教領袖參與塞法迪派的宗教活動。
塞法迪和米茲拉希兩支的融合可追溯至1492年西班牙頒佈《阿罕布拉法令》驅逐其境內的猶太人。被驅逐的伊比利亞半島猶太人（塞法迪猶太人）很多通過鄂圖曼帝國而四散在各阿拉伯國家。在敘利亞，塞法迪猶太人通過通婚而完全融入了當地本身已經存在的敘利亞猶太人社群。而在北非國家，例如阿爾及利亞和摩洛哥等，由於人數佔優勢，新來的塞法迪猶太人反而完全同化了本地的猶太人。正因如此，“塞法迪猶太人”的定義其實更多是反映宗教儀式上的特徵，並不一定意味着有西班牙背景，同理，“阿什肯納茲猶太人”亦可能只能說明宗教特性而並非與德國的歷史聯繫。

## 語言

### 阿拉伯語
居住在阿拉伯世界的猶太人通常使用阿拉伯語，並使用希伯來字母作爲書寫系統。但在現代以色列，很多來自阿拉伯國家的猶太人已經改用希伯來語，僅有部分年長者可能會繼續以其爲第二語言。

### 亞蘭語
亞蘭語與阿拉伯語和希伯來語同屬亞非語系，擁有漫長的歷史，是舊約聖經中的以斯拉記及但以理書書寫時所用的語言，並被認為是耶穌基督時代的猶太人日常時的用語。所謂的希伯來字母，實際上是只是一種方體亞蘭字母。隨着猶太人之後經歷的語言變遷，亞蘭語（或猶太-亞蘭語）只通過庫爾德猶太人保留了下來，但如今亦正在成爲死語。

### 波斯語
很多波斯猶太人和布哈里安猶太人（來自烏茲別克斯坦）使用波斯語。而山區猶太人則使用一種波斯語的變體——猶太-塔特語。

## 歷史
中東地區以色列之外的猶太移民歷史始於公元前六世紀的巴比倫囚虜，之後亦有部分人逃往埃及、波斯、也門以及昔蘭尼等。
隨着公元七世紀開始伊斯蘭教的傳播，生活在穆斯林統治之下的猶太人被定義爲齊米。由於猶太人被視作“有經者”，故被允許保持其宗教，但卻需承擔在伊斯蘭社會低人一等的代價。雖然生活在中東和北非的猶太人對其居住地發展出深厚的情感，但他們依舊沒法獲得主流社會的認同。生活在阿拉伯世界的猶太人並不認爲自身是阿拉伯人，而是更認可自己的猶太身份，是古代以色列人部落的後代。
一些米茲拉希猶太人亦移民到印度、中亞和中國。

### 1948年之後
以色列建國及隨之觸發的第一次中東戰爭之後，絕大多數米茲拉希猶太人遭各阿拉伯國家的驅逐，或自願遷往以色列。根據2009年的以色列數據，50.2%的以色列猶太人有米茲拉希或塞法迪血統。很多北非地區的猶太人遷往法國，亦有不少來自黎巴嫩、敘利亞和埃及的猶太人選擇遷往美國和巴西。
時至今日，依然有高達四萬名米茲拉希猶太人生活在各非阿拉伯的穆斯林國家，主要在伊朗，但在烏茲別克斯坦、阿塞拜疆和土耳其亦有分佈。北非馬格里布依然有少量猶太人定居——摩洛哥有3000，而突尼斯則有1100。在黎巴嫩，猶太教是受官方承認的宗教，當地亦生活着100人左右猶太人。

## 在以色列
2021年5月9日，耶路撒冷谢尔奥弗開始放置雕像以紀念遭阿拉伯國家和穆斯林國家驅逐的猶太人。
紀念雕像下刻有以下文字：
以色列國建國後，有85萬猶太人被迫從各阿拉伯國家和伊朗離開。以色列歡迎這些絕望的難民。
根據以色列國會的法令：每年11月30日是漂泊和驅逐紀念日。該紀念雕像由美國猶太人歷史保存協會所捐獻，並獲世界塞法迪猶太人聯盟、耶路撒冷市和耶路撒冷基金會支持。

### 融入以色列社會
紐約大學教授埃拉·肖哈特曾說：“米茲拉希猶太人所傳承的千年東方文明，在（抵達以色列之後的）一兩代人內，被抹得一乾二淨。”米茲拉希猶太人在被其原籍國驅逐往以色列之後，很多人被安排往偏遠且條件簡陋的難民營。部分人也被安置在以色列集體農場，但效果亦不盡人意，究其原因，是因爲而東歐猶太人和南歐猶太人中很多人是農業出身，而中東猶太人大部分是工匠出身，並沒有農活經驗，被驅逐後，都沒法帶走其原有的財產，加之和主流的歐洲塞法迪-阿什肯納茲社區在政治和文化上格格不入，其社會經濟地位經歷嚴重倒退。之後，由於國家經濟困難帶來的緊縮政策，原本就苦苦掙扎的新移民處境更是雪上加霜。
而20世紀20年代再次遭受敘利亞-巴勒斯坦地區穆斯林屠殺後轉向支持錫安主義的敘利亞系猶太人，其中很多出現激進的歐洲文化化傾向，比歐洲塞法迪-阿什肯納茲社群更加積極的支持歐洲化法案，進一步加重了米茲拉希猶太人在以色列人口占優勢的情況下反而在文化領域卻不佔優勢的情況。
之後很長一段時間內，由於和歐洲塞法迪-阿什肯納茲社群居住區鮮明分離，米茲拉希猶太人的融入仍然相當緩慢。 但隨着兩個族群通婚逐漸普遍後，情況終有起色：90年代末期，28%的以色列兒童擁有多民族背景（對比20世紀50年代的14%）。雖然不同族裔的猶太人現時正在加快融合，但根據以色列中央數據局的統計，對比同在以色列出生的人群，阿什肯納茲猶太人完成大學學業的概率仍比米茲拉希猶太人要高一倍。2004年亦有數據指出，米茲拉希猶太人的平均工資，要比阿什肯納茲猶太人低36%。
在20世紀60-80年代，很多以色列米茲拉希猶太人堅持使用自己社區的文化及希伯來語方言和阿拉伯語方言進行文化創作，形成了以色列的米茲拉希文化，其中很多人甚至因此被禁止參軍參政，受到歧視迫害。
在20世紀80年代以後，逐漸消除歐洲系塞法迪及阿什肯那茲文化的影響，米茲拉希文化在文學和藝術創作領域已經成為以色列的主流文化。
學校和軍隊中猶太人必須使用希伯來語、穆斯林使用阿拉伯語的情況，在20世紀80年代以後也逐漸改善，出現越來越多使用阿拉伯語方言的米茲拉希學校，使用母語競選的米茲拉希議員，軍隊也要求實現雙語指揮。但新一代米茲拉希猶太人母語希伯來語方言和阿拉伯語方言的掌握情況不容樂觀，到2005年只有不到50%的米茲拉希猶太人表示自己能熟練掌握上一代的母語。